# Baptria kauckii
Baptria kauckii là một loài bướm đêm trong họ Geometridae.